# Dżafr Mansur (Manbidż)
Dżafr Mansur (arab. جفر منصور) – wieś w Syrii, w muhafazie Aleppo. W 2004 roku liczyła 1136 mieszkańców.